# Yinghuo-1
Yinghuo-1 (Luciérnaga-1) fue una sonda china que tenía como objetivo ser la primera nave espacial china en explorar Marte. Fue lanzada desde el Cosmódromo de Baikonur, Kazajistán el 8 de noviembre de 2011 junto con la nave rusa Fobos-Grunt, la cual tenía como objetivo visitar la luna de Marte Fobos.
Un fallo aún no esclarecido impidió que ambas sondas tomaran rumbo a Marte, quedando en órbita terrestre. Según algunas fuentes, el fallo podría haberse debido a interferencias provocadas por radares en tierra de EE. UU. Finalmente, la Agencia Espacial Rusa anunció la caída de la sonda para el domingo 15 de enero a las 21.51 hora de Moscú (17.51 GMT) en el Pacífico junto a las costas chilenas.

## Características
La pequeña sonda (de unos 100 kg de peso, y unas dimensiones -salvo paneles solares- de 75 x 75 x 60 cm) se lanzó adosada a la rusa Fobos-Grunt. Estaba previsto que la energía la proporcionaran paneles solares de 5'6 metros de envergadura total, con una media 90 W y 180 W como máximo. La sonda estaba estabilizada en los 3 ejes. Las comunicaciones se efectuarían mediante una antena de 1 metro de diámetro, con un transmisor de 10 W que podría contactar con las estaciones de seguimiento (de 50 metros de diámetro) a una velocidad de 2.500 bits por segundo.

## Programa previsto
La sonda se iba a separar cuando la rusa hubiera efectuado la maniobra de frenado para entrar en órbita marciana. La Yinghuo-1 quedaría en una órbita elíptica de 800 x 80.000 km y una inclinación de 5º tardando 3 días en completar una revolución a Marte puesto que no llevaba combustible para cambiar de órbita. Se esperaba que estuviera funcionando al menos un año terrestre. Las comunicaciones entre la sonda y la Tierra se harían directamente.
El principal problema técnico que tenía la misión eran los periodos en los que la sombra de Marte tapara el Sol, en ocasiones hasta casi nueve horas. Estaba previsto que la sonda "hibernara" en esos momentos para ahorrar energía y así poder emplearla para mantenerse caliente. No obstante, en octubre del 2008, los técnicos chinos aún estaban trabajando para garantizar que la sonda pudieran sobrevivir a estas condiciones.
A fecha de octubre de 2008 aún no existía información sobre cuál sería el instrumental científico de la sonda. Pretendía, no obstante, estudiar el campo magnético, la ionosfera marciana y las interacciones entre esta, el viento solar y el gas que escapa de la atmósfera marciana hacia el espacio, así como experimentos de ocultación.
Además del desarrollo de la Yinghuo-1, China colaboró con Rusia en la Fobos-Grunt, ya que la Universidad Politécnica de Hong Kong desarrolló equipos para la sonda.